# برينجك ضد سويسرا
قضية برينجك ضد سويسرا هي الحكم الذي أصدرته المحكمة الأوروبية لحقوق الإنسان في عام 2013 بشأن التصريحات العلنية التي أدلى بها دوغو برينجك، وهو ناشط سياسي قومي وعضو في لجنة طلعت باشا، أدانته محكمة سويسرية بسبب إنكاره العلني للإبادة الجماعية للأرمن.
وعُقدت جلسة تمهيدية بشأن الاستئناف المقدم من سويسرا في 28 يناير 2015. في 15 أكتوبر 2015، أصدرت الدائرة الكبرى قرارًا لصالح برينجك، الذي جادل بأن له الحق في حرية التعبير.
وقد أثنى بعض علماء القانون على هذا الحكم لدعمه حرية التعبير. ومن ناحية أخرى، تعرض لانتقادات واسعة النطاق لتجاهله معاداة الأرمن وإرسائها معايير مزدوجة بين الهولوكوست وغيرها من عمليات الإبادة الجماعية. وقد أثنى القوميون الأتراك على الحكم وحرفوا مضمونه لتبرير ادعائهم بأن الإبادة الجماعية للأرمن لم تحدث قط.

## خلفية
دوغو برينجك ناشط سياسي تركي وعضو في لجنة طلعت باشا، وهي منظمة قومية متطرفة سميت على اسم المرتكب الرئيسي للإبادة الجماعية الأرمنية. من أجل «اختبار» القانون السويسري بشأن إنكار الإبادة الجماعية، وصف مرارًا الإبادة الجماعية للأرمن في عام 1915 بأنها «كذبة دولية عظيمة» خلال رحلته إلى سويسرا.
وفي مارس 2007، أدانته محكمة لوزان المحلية في سويسرا بتهمة التمييز العنصري. وحكم عليه بالسجن لمدة 90 يوماً وبغرامة قدرها 3,000 فرنك سويسري. وفي المحاكمة، أنكر برينجك هذه التهمة: " أنا لا أنكر الإبادة الجماعية، لأنه لا توجد إبادة جماعية. بعد حكم المحكمة، قال: "أنا أدافع عن حقي في حرية التعبير"." استأنف برينجك الحكم. وفي ديسمبر 2007، أكدت المحكمة الاتحادية السويسرية الحكم الصادر ضد برينجك. ثم استأنف برينجك الحكم أمام المحكمة الأوروبية لحقوق الإنسان.

## حكم المحكمة الابتدائية
في ديسمبر 2013، قضت المحكمة الابتدائية التابعة للمحكمة الأوروبية لحقوق الإنسان، بأغلبية خمسة أصوات مقابل صوتين، بأن سويسرا انتهكت حرية التعبير المكفولة لدوغو برينجك بموجب المادة 10 من الاتفاقية الأوروبية لحقوق الإنسان. وقضت المحكمة بأن بيرينتشيك لم يسيء استعمال حقوقه بالمعنى المقصود في المادة 17 من العهد، التي تحظر على الأفراد استخدام حقوقهم في العهد سعياً لإلغاء أو تقييد الحقوق التي يكفلها العهد لأشخاص آخرين. " رأت المحكمة أن رفض التوصيف القانوني لأحداث عام 1915 لا يكفي في حد ذاته للتحريض على كراهية الشعب الأرمني"، فقررت ذلك. "لا يسيء مقدم الطلب استخدام حقه في مناقشة المسائل علانية، بما في ذلك المسائل الحساسة التي قد تؤدي إلى الإساءة. إن الممارسة الحرة لهذا الحق هي أحد الجوانب الأساسية لحرية التعبير وهي الفرق بين مجتمع ديمقراطي ومتسامح وتعددي ونظام شمولي أو ديكتاتوري.
وأشارت المحكمة إلى أنه " لم يطلب منها البت في التوصيف القانوني للإبادة الجماعية للأرمن. و"الإبادة الجماعية" مفهوم قانوني محدد بوضوح وليس من السهل إثبات وجوده. وتتساءل المحكمة عما إذا كان من الممكن التوصل إلى توافق عام في الآراء بشأن أحداث من قبيل الأحداث المثيرة للجدل، لأن البحوث التاريخية، بحكم تعريفها، قابلة للمناقشة وموضعاً للجدل دون أن تؤدي بالضرورة إلى استنتاجات نهائية أو إلى تأكيد حقائق موضوعية ومطلقة.

## الاستئناف والحكم النهائي للدائرة الكبرى
وبعد صدور الحكم، أعلنت الحكومة السويسرية قرارها بالطعن في قرار المحكمة الأدنى درجة. وفي 3 يونيو 2014، قبلت المحكمة الاستئناف المقدم إلى الدائرة الكبرى لتوضيح نطاق تطبيق السلطات السويسرية للقانون الجنائي السويسري لمكافحة العنصرية. وعُقدت الجلسة الأولى في 28 يناير 2015، بمشاركة البروفيسور لوران بيخ، عميد كلية الحقوق بجامعة مدلسكس بلندن، ممثلا لبرينجك، والبروفيسور ستيفان تالمون، أستاذ القانون بجامعة أكسفورد، ممثلا لتركيا كطرف ثالث. سويسرا يمثلها المحامي فرانك شورمان، وأرمينيا يمثلها مكتب دوغتي ستريت تشامبرز، بقيادة مستشار الملكة جيفري روبرتسون و‌أمل كلوني، كطرف ثالث. جرت مداولات المحكمة اللاحقة في جلسة خاصة.
وكانت المحكمة على علم تام بالحساسية الشديدة التي تتسم بها الجالية الأرمينة إزاء المسائل التي أثارها صاحب الشكوى، لكنها لم تعتبرها شكلاً من أشكال التحريض على الكراهية أو التعصب، مع مراعاة التوجه العام لأقواله. وقد أشار حكم المحكمة العليا في عدة مناسبات إلى أن مقدم الطلب لم يعرب عن احتقاره أو كراهيته لضحايا أحداث عام 1915 وما بعده. وخلصت الدائرة العليا، بأغلبية 10 أصوات مقابل 7 أصوات، إلى وجود انتهاك للمادة 10 من العهد، وأصدر حكمه لصالح برينجك في 15 أكتوبر 2015.
وأصدر محاميا أرمينيا جيفري روبرتسون وأمل كلوني بيانا قالا فيه إنهما مسروران لأن المحكمة أيدت حججهما باسم أرمينيا. ولم يشكك الحكم في حقيقة الإبادة الجماعية للأرمن، واعترف بحق الأرمن في احترام كرامتهم وحمايتها بموجب القانون الأوروبي، بما في ذلك الاعتراف بهوية الطائفة التي تشكلت من خلال المعاناة بعد أن أزال الأتراك العثمانيين أكثر من نصف عرقهم.
كما أوضحت الدائرة العليا أنه ليس على المحكمة أن تقرر ما إذا كانت المذابح وعمليات الطرد الجماعي التي تعرض لها الشعب الأرمني على أيدي الدولة العثمانية منذ عام 1915 يمكن وصفها بأنها إبادة جماعية بموجب القانون الدولي. كما أضافت أنه لا يحق لها إصدار إعلان ملزم قانونًا بطريقة أو بأخرى بشأن هذه النقطة. وعلاوة على ذلك، قال سبعة قضاة، من بينهم دين سبيرمان، رئيس المحكمة الأوروبية لحقوق الإنسان في ذلك الوقت، في رأي مخالف مشترك، إنه من البديهي أن المذابح وعمليات الطرد التي تعرض لها الشعب الأرمني تشكل إبادة جماعية، وأن الإبادة الجماعية للأرمن حقيقة تاريخية ثابتة بوضوح." ولكن هذه ليست المشكلة هنا. وكتبوا: "هذه القضية لا تتعلق بالحقيقة التاريخية ولا بالتوصيف القانوني لأحداث عام 1915". في اعتراضهم المشترك، شرحوا بالتفصيل سبب عدم اتباع ممارسة الأغلبية في تقييم بيان مقدم الطلب.